# 정태춘
정태춘(鄭泰春, 1954년 10월 10일 ~ )은 사회성 짙은 "한국적 포크"를 추구해온 대한민국의 가수, 시인, 싱어송라이터, 문화운동가, 사회운동가이다. 서정성과 사회성을 모두 아우르는 노랫말을 직접 쓰고 이를 국악적 특색이 녹아 있는 자연스러운 음률에 실어서 작품을 발표하기 때문에 한국의 대표적인 음유시인으로 불린다. 음악 활동에 그치지 않고 각종 문화운동과 사회운동에 열성적으로 헌신하는 운동가이기도 한 정태춘의 활동에서 가장 돋보이는 것은 1990년대 초에 사전심의 폐지운동을 전개하여 1996년 헌법재판소의 '가요 사전심의 위헌 결정'을 이끌어낸 일이다.

## 학력
- 평택고등학교

## 대표곡
- <시인의 마을>
- <촛불>
- <장서방네 노을>
- <사랑하고 싶소>
- <북한강에서>
- <사망부가>
- <탁발승의 새벽노래>
- <아,대한민국...>
- <얘기>
- <떠나가는 배>
- <저 들에 불을 놓아>
- <92년 장마, 종로에서>
- <이 어두운 터널을 박차고>
- <다시, 첫차를 기다리며>
- <저녁 숲 고래여>
- <서울역 이씨>

## 걸어온 길

### 출생에서 가수 데뷔까지
1954년 농사가 주업인 평범한 가정의 5남 3녀 중 일곱째로 경기도 평택군 팽성면 도두리에서 태어났다. 평택초등학교 5학년 때 미군부대를 다니던 큰 매형이 기타를 구해와 어린 시절부터 기타를 가지고 놀았다. 악보를 몰라도 한 번 들은 노래는 곧바로 연주를 할 만큼 타고난 음악성은 주목을 받았다. 평택중학교에 입학하자 그의 음악성을 눈여겨보았던 넷째 형의 권유로 현악반에 들어가 바이올린을 배우고 매형 집에서 클래식 음반을 들으면서 음악에 빠져들었다. 그러나 평택고 2학년 때 현악반이 밴드부로 통합이 되면서 공부는 뒷전으로 미루고 담배를 몰래 피우는 등 동네 음악 친구들과 어울려 다녔다. 정태춘은 이 시기에 접한 팝송과 1970년대 초반 김민기를 포함한 포크송 가수들의 영향을 많이 받았다. 그는 성에 낀 버스 창문에다 시조 등을 즉흥적으로 지어 쓰는 등 문학에도 관심이 많았지만 교내 백일장에서 입상을 할 만한 실력은 없었다. 1972년 서울대 음대에서 정식 레슨을 받으며 재수생활을 시작했지만 공부보다는 자신의 외모에 불만을 갖는 등 사춘기의 열병으로 방황했다. 1972년 10월 유신 발표 성명을 들으면서 재수 생활을 때려치우고 짐을 쌌다. 말도 없이 가출해 밀양의 목욕탕 보일러 화부로 일하다 셋째 형에 이끌려 고향 집으로 돌아와 농사일로 한동안 소일했다. 하지만 가시지 않은 열병 때문인지 삭발을 하거나 목포, 울릉도, 제주도로 가출하기도 했다. 그의 초기 곡들은 대부분 방황하던 이 시기, 재수를 시작하면서 짓기 시작한 것들이다. 고향 마을의 풍경과 방황하고 싶은 마음을 솔직하게, 일기나 시를 쓰듯이 털어놓을 때 그는 행복을 느꼈다. 그를 고향에서 확실히 떠나게 한 것은 군입대였다. 1975년 입대 후 인천부근 해안가와 고양경찰서 기동 타격대에서 군복무를 하면서 기타도 없이 〈시인의 마을〉, 〈사랑하고 싶소〉, 〈서해에서〉 등 많은 곡들을 썼다. 1978년 6월 제대 후 안면이 있었던 경음악 평론가 최경식의 주선으로 서라벌 레코드사와 인연을 맺고, 그동안 차곡차곡 모아두었던 자작곡으로 데뷔음반을 냈다. 11월에 첫 음반이 나왔으니까 제대하자마자 출반을 한 셈이다. 음반을 준비하던 중 신인가수 박은옥과 만나 연애를 시작하였다. 1979년 MBC 신인가수상과 TBC 방송가요대상 작사부문상을 수상했다.

### 1980년 두 번째 음반 출반
1980년 5월 박은옥과 결혼한다. 이 시기 그와 박은옥은 방송에 출연하는 인기연예인 노릇이 맞지 않는 옷처럼 너무나 불편하고 힘들었다. 1980년 1월 두 번째 음반 《사랑과 인생과 영원의 시》를 발표했지만 반응은 좋지 않았다. 첫 번째 음반의 성공에서 그의 재질을 인정한 음반사가 두 번째 음반에서는 선곡을 그에게 맡겼고, 이에 따라 첫 번째 음반에서는 잘 드러나지 않았던 그의 본래의 모습이 뚜렷하게 드러나게 되었다. 그것은 당연하게도 상업적 성공과는 거리가 먼 것이었다. 음반사로부터의 생활비 지급이 중단되었다. 결혼까지 하고서 경제적 궁핍을 겪게 된 것이다.

### 사전심의 폐지운동
1978년 데뷔곡 《시인의 마을》이 한국공연윤리위원회 심의 끝에 상당 부분 개작되어 데뷔 음반에 수록된 것을 계기로 대한민국의 가요 사전심의 제도에 대한 반대 운동을 시작하였다. 1990년 《아, 대한민국》, 1993년 《92년 장마, 종로에서》 등 비합법 음반을 내면서 사전심의 폐지운동을 전개하여 1996년 헌법재판소의 '가요 사전심의 위헌 결정'이라는 성과를 얻어냈으며, 이 해 부부가 함께 민족예술상을 수상하였다.

## 가족
1980년에 박은옥과 결혼하여 여러 장의 부부 합작 앨범을 발표하였으며, 슬하에 1명의 딸이 있다. 외동딸 정새난슬은 일러스트레이터로, 2013년 4월 20일 인디 펑크 록 밴드 럭스의 리더 원종희와 결혼하여 딸을 두었으나 2년만에 이혼하였고, 2015년 11월 EP 앨범 "클랩함 정션으로 가는 길"을 발표하고 싱어송라이터로 데뷔하였다.

## 앨범
- 《시인의 마을》 (1978년)
- 《사랑과 人生과 永遠의 詩》 (1980년)
- 《떠나가는 배(이어도)》(1983년)
- 《북한강에서》 (1985년)
- 《정태춘 박은옥 무진 새노래》(1988년)
- 《아 대한민국》(1991년)
- 《92년 장마, 종로에서》 (1993년)
- 《정태춘 박은옥 - 20년 골든》 (1995년)
- 《다시, 첫차를 기다리며》 (2002년)
- 《바다로 가는 시내버스》 (2012년)
- 《사람들 2019》
- 《정태춘-3집 LP(Remaster2020)》

## 저서
- 정태춘 노래 시 전집(이영미 엮음)《누렁송아지》1989
- 노래집(이영미 엮음)《정태춘》1989
- 노래집(이영미 엮음)《정태춘 2》1994
- 시집《노독일처老獨一處》실천문학사 2004,

{ISBN|9788939204799}
- 시집《슬픈 런치》2019. 3. 29

{ISBN 978-89-6021-420-0}
- 노래 에세이《바다로 가는 시내버스》2019,

{ISBN 978-89-6021-423-1}
- 시집(수정 증보판)《노독일처》2019,

{ISBN 978-89-6021-422-4}
- 노래 40년 프로젝트 헌정출판(박준흠 엮음) 《다시, 첫차를 기다리며》2019,

{ISBN 979-11-88339-27-3}

## 수상
- 1979년 MBC 신인가수상
- 1979년 TBC 가요대상 작사부문상
- 1996년 제6회 민족예술상
- 2007년 제4회 한국대중음악상 공로상

## 관련도서
- 정태춘 2, 이영미, 한울, 1994년, ISBN 9788946024182
- 정태춘, 이영미, 한울, 1989년, ISBN 9788946021150